# III. Lajos pfalzi választófejedelem
III. (Szakállas) Lajos (Rajnai Palotagrófság, 1378. január 23. – Heidelberg, 1436. december 30.) pfalzi választófejedelem 1410-től haláláig.

## Élete
III. Rupert választófejedelem, német király fiaként született. Nagy része volt Luxemburgi Zsigmond német királlyá választatásában. Zsigmondhoz szoros barátság fűzte, noha Zsigmond XXIII. János ellenpápát támogatta, mig Lajos XII. Gergely pápa hive volt. A konstanzi zsinaton Lajos tanácsolta XII. Gergelynek, hogy mondjon le – a pápai tróntól megfosztott XXIII. Jánost pedig fogva tartotta Heidelbergben. Lajos vezette Zsigmond megbizásából Husz János megégettetését is.
A későbbi években politikai és pénzügyi okok miatt meglazult Lajos és Zsigmond közt a szövetség, és Lajos kevéssé vett részt a huszita háborúkban. Ugyanakkor nagy érdemeket szerzett a heidelbergi egyetem fölvirágoztatásában; a Palatina-könyvtár az ő magán könyvtárából fejlődött.
Lajos 1436-ban hunyt el, utóda fia, IV. Lajos lett.

## Lásd még
- Pfalz uralkodóinak listája

| Előző uralkodó: III. Rupert | Rajnai palotagróf 1410 – 1436 mint pfalzi választófejedelem | Következő uralkodó: IV. Lajos |